# Fédération russe d'athlétisme
Pour les articles homonymes, voir ARAF.
La Fédération russe d'athlétisme (officiellement « RusAthletics », « Всероссийская федерация лёгкой атлетики » – ВФЛА – en russe, ou « All-Russia Athletics Federation » – ARAF – en anglais) est la fédération nationale d'athlétisme de la fédération de Russie. Créée en 1911, pour pouvoir participer aux Jeux olympiques de 1912, elle a été absorbée par la Fédération soviétique d'athlétisme après la révolution d'Octobre. Puis, avec la fin de l'équipe unifiée aux Jeux olympiques, la fédération a retrouvé son autonomie. Yuriy Borzakovskiy y est nommé entraîneur en avril 2015.
À la suite du rapport de l'Agence mondiale antidopage paru en novembre 2015, le conseil de l'IAAF suspend, par 22 voix contre 1, la fédération russe et lui retire les compétitions qu'elle devait organiser en 2015. En juin 2016, l'IAAF et le CIO confirment cette suspension après avoir constaté que les avancées en matière de lutte antidopage n'ont pas été significatives et empêchent qu'une délégation russe puisse participer aux Championnats d'Europe 2016 et aux Jeux olympiques de Rio. Toutefois, des athlètes russes pourront demander individuellement leur admission, en tant qu'athlètes « neutres », s'ils peuvent démontrer qu'ils ont été en dehors du système russe et régulièrement soumis aux contrôles antidopage. Ce devait être le cas de Yuliya Stepanova, en tant que lanceuse d'alerte (mais finalement non retenue), ou de Darya Klishina qui vit aux États-Unis et qui est la première athlète à bénéficier de ce statut d'ANA. Le 21 juillet 2016, le Tribunal arbitral du sport à Lausanne rejette le recours présenté par 68 athlètes russes qui souhaitaient participer aux Jeux olympiques de Rio.
Par ailleurs, en mai 2019, le Parquet national financier français vise deux dirigeants de l’ARAF dans l’affaire de corruption visant Lamine Diack, l’ancien président de la Fédération internationale. Bien que la Fédération ait effectué deux de ses engagements auprès de l’IAAF (notamment en payant le 31 mai 2019 3,2 millions de dollars pour rembourser les frais, judiciaires ou autres, du groupe de travail de l'IAAF sur la Russie, ainsi que les dépenses d'une autre subdivision de l'IAAF, Antidoping Review Board, chargée d'examiner les demandes d'octroi du statut neutre aux athlètes russes), le Conseil de l’IAAF réuni en juin 2019 ne met pas fin à sa disqualification et fait reporter une éventuelle décision de levée de la sanction à la réunion suivante du Conseil qui se tient le 23 septembre 2019 à Doha (Qatar), peu avant les Championnats du monde. À l'issue de celle-ci, la suspension de l'ARAF est maintenue.